# 2003年イラク攻撃
2003年イラク攻撃（2003ねんイラクこうげき）の項目では、2003年にアメリカ合衆国やイギリスなどの有志連合軍がイラクの大統領であるサッダーム・フセインの排除を目的としてイラクを攻撃し、フセイン政権を崩壊させたイラク戦争のうち、軍事作戦の詳細について解説する。

## 前史・概要

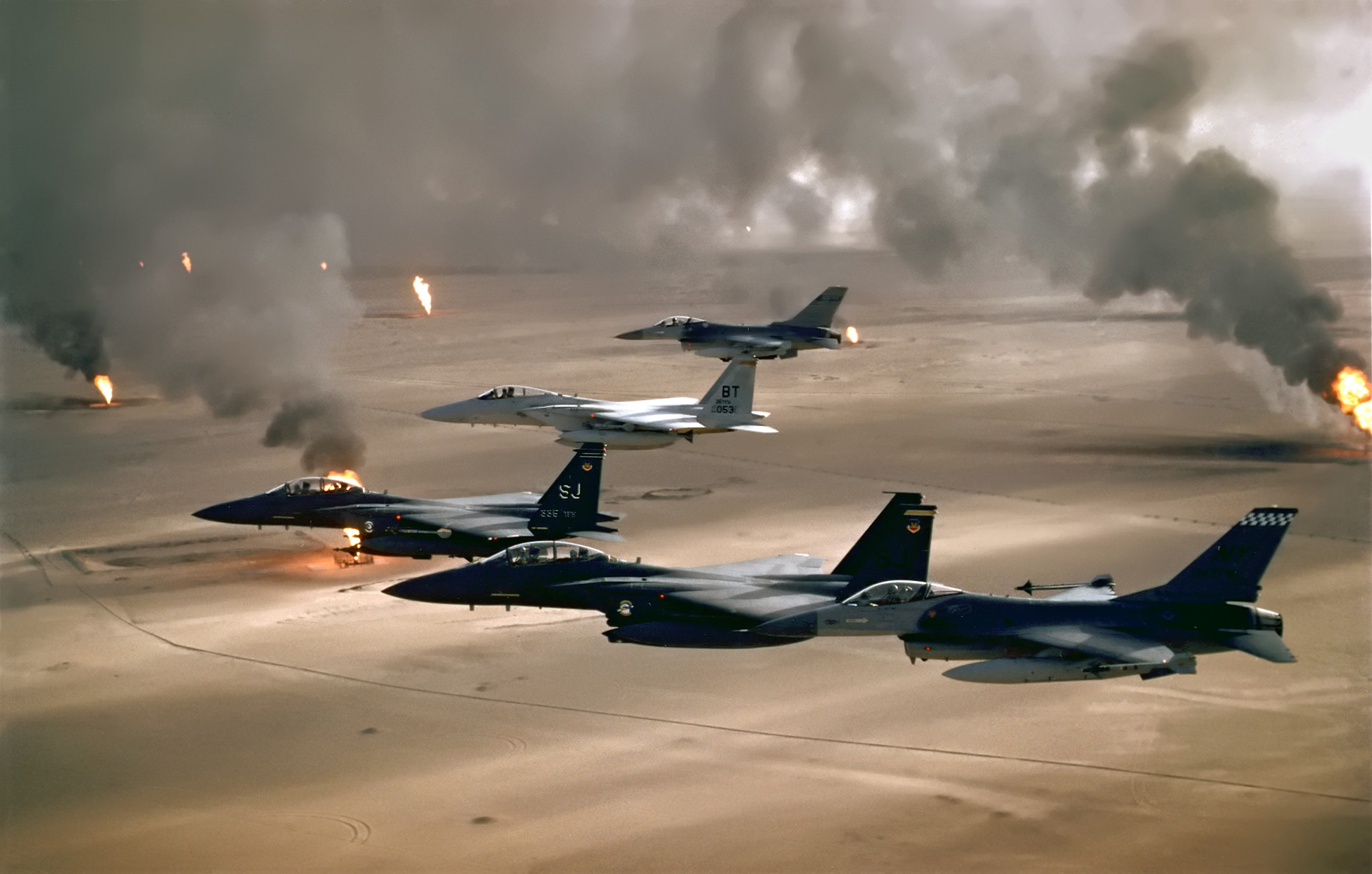
湾岸戦争

1991年、イラクは湾岸戦争に敗戦したが、フセイン政権は倒されなかった。しかし、その10年後の2001年9月11日にアメリカ同時多発テロ事件が発生すると、アメリカ大統領のジョージ・W・ブッシュはテロとの戦いを宣言し、アフガニスタンを攻撃。瞬く間に同国のタリバン政権を崩壊させた。
翌2002年、ブッシュはイラク、イラン、北朝鮮を悪の枢軸と呼んで名指しで批判。アメリカは兼ねてから敵視していたイラクに様々な圧力をかけていき、イラクが大量破壊兵器を開発しているという疑惑も上がった。
その後イラクは国際連合の核査察を受け入れ、結果的に大量破壊兵器は発見されなかった。しかしアメリカはこの結果を受け入れる事ができないとし、イギリスなどと協力してイラク攻撃の準備を進めていった。またオーストラリアやポーランドも参戦すると発表した。
そして3月17日、アメリカはイラクに最後通牒を突きつけた。ブッシュはフセインらに48時間以内の国外退去を要求し、従わなければイラクを攻撃すると明言。フセインは徹底抗戦を宣言した。

## 攻撃・戦闘

有志連合軍の侵攻ルート

2003年3月20日、米英豪波連合軍はついにイラク攻撃を開始。特別共和国防衛隊を中心とするイラク軍がこれを迎え撃った。

### ウンム・カスルの戦い

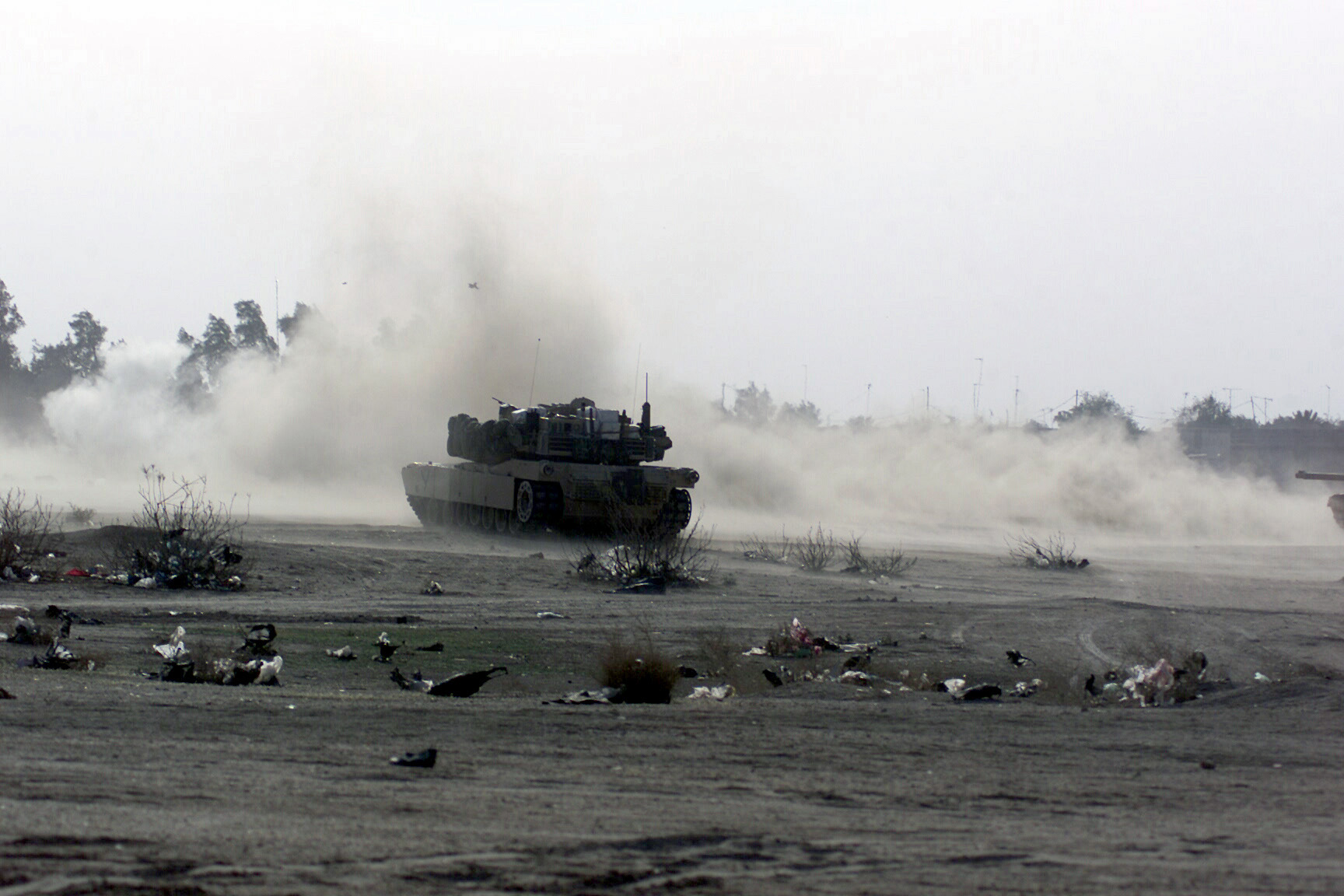
ウンム・カスルに侵攻する米軍のM1エイブラムス戦車

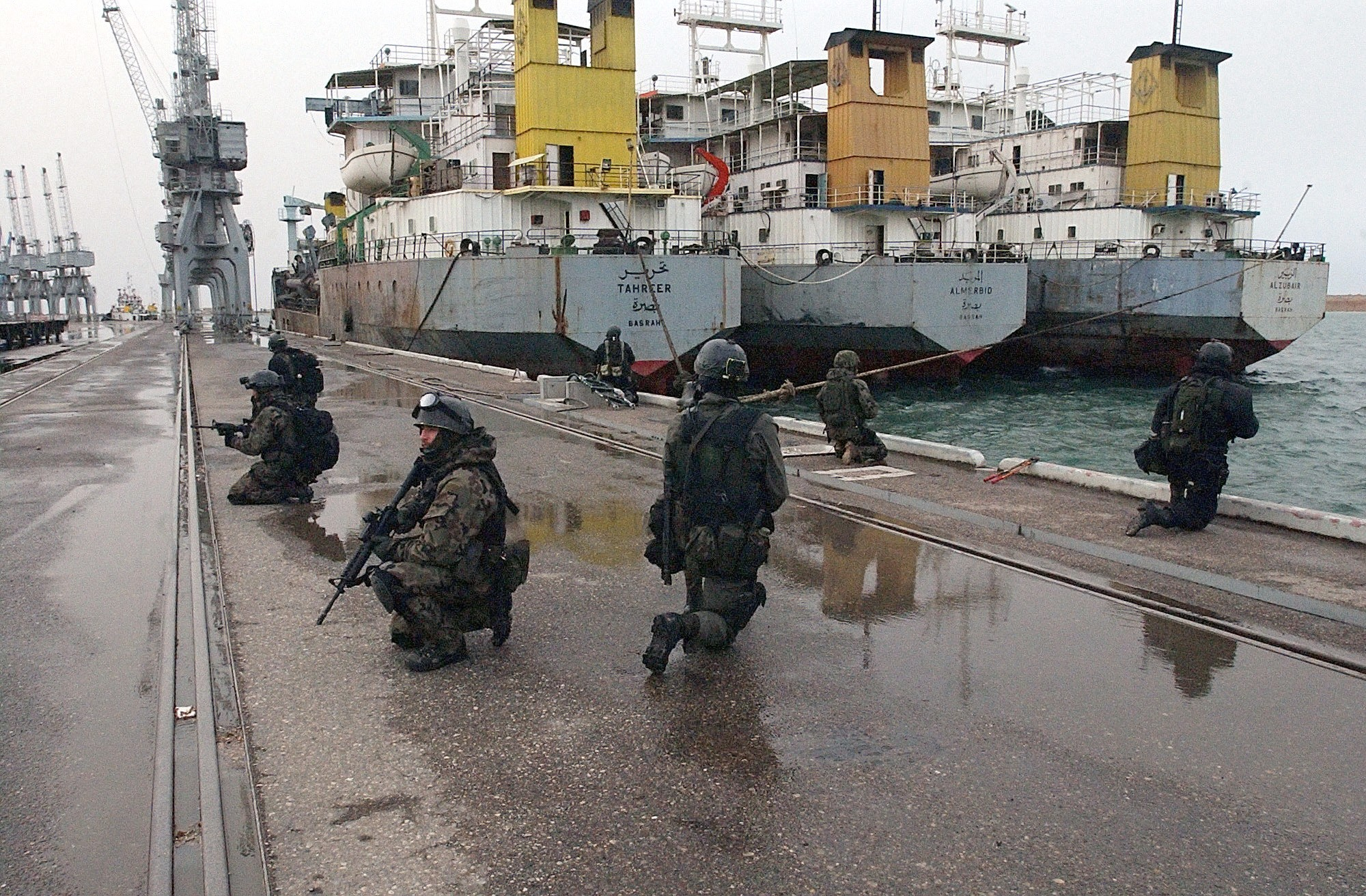
ウンム・カスルに上陸したポーランド軍

イラク南部に上陸した連合軍は、まずウンム・カスルなどを攻略した。しかしそれは本格的な上陸作戦というよりは特殊作戦による占領という性格の戦闘であった。

### バスラの戦い

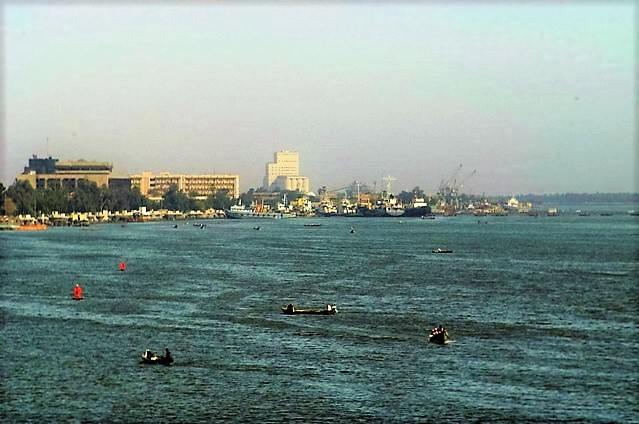
バスラ市内

ウンム・カスルやルメイラ油田など、イラク南部を攻略した連合軍は北上して要衝バスラを攻略した。この時イギリス軍は大規模な攻撃を行ったが、イラク軍の組織的抵抗は無かったという。

### バグダッドの戦い

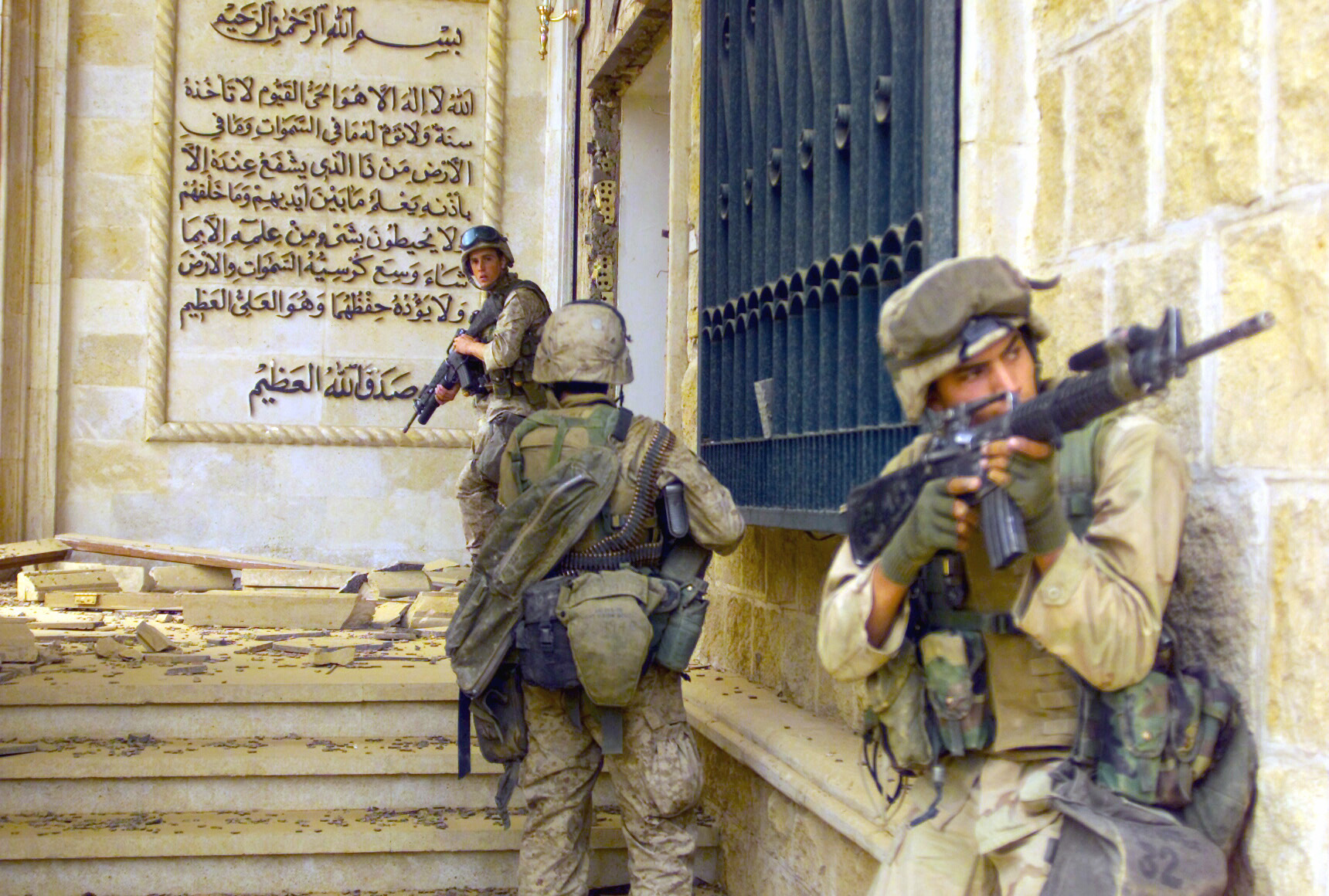
バグダッドの大統領府に突入する米軍

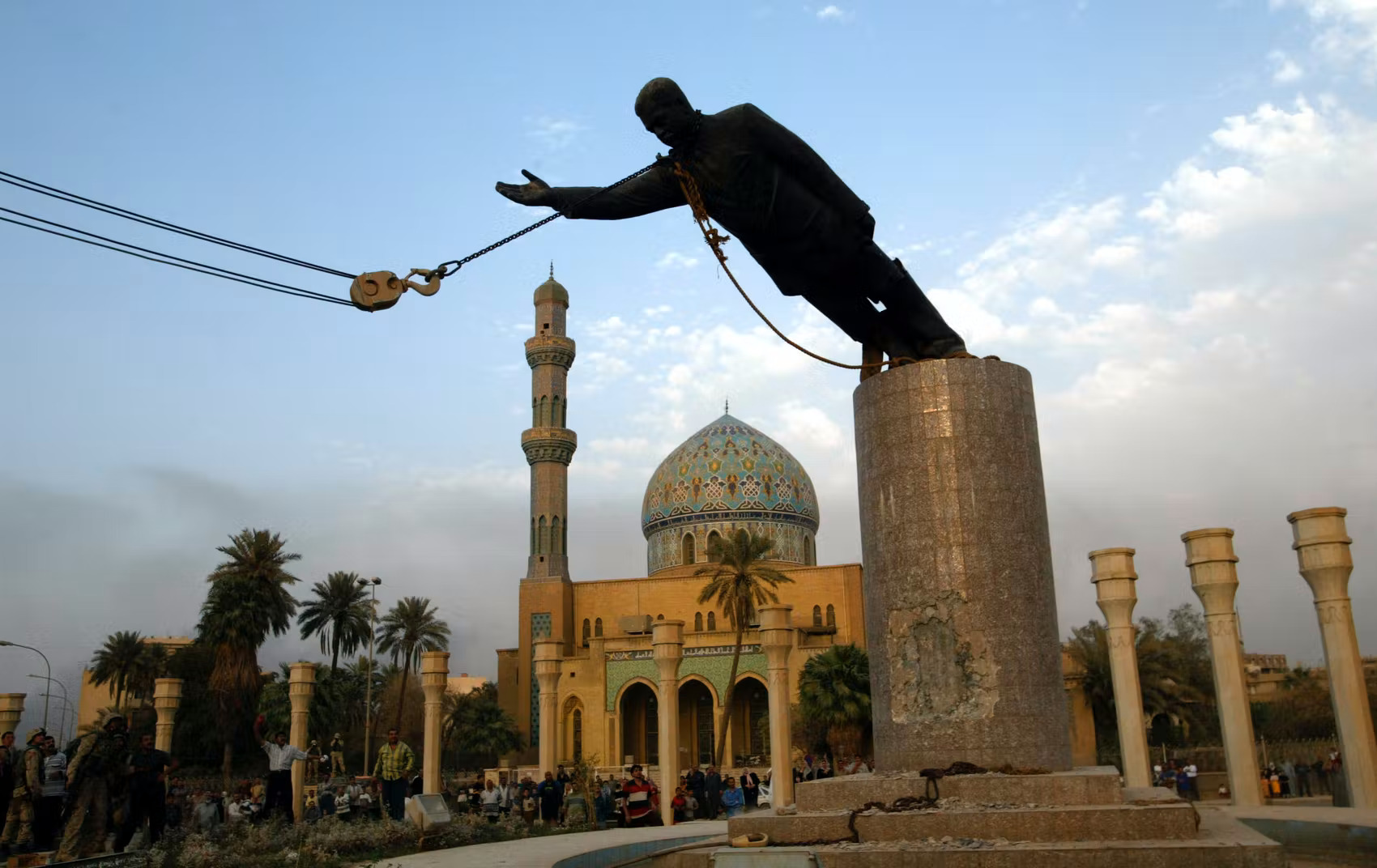
倒されるフセイン像

3月20日からイラクを攻撃していた連合軍は4月3日、ついに首都バグダッドを包囲、攻撃を開始した。連合軍はイラクの大統領府や情報機関を占拠し、開戦から21日後の4月9日、バグダッドは陥落した。

### 大規模戦闘終結宣言

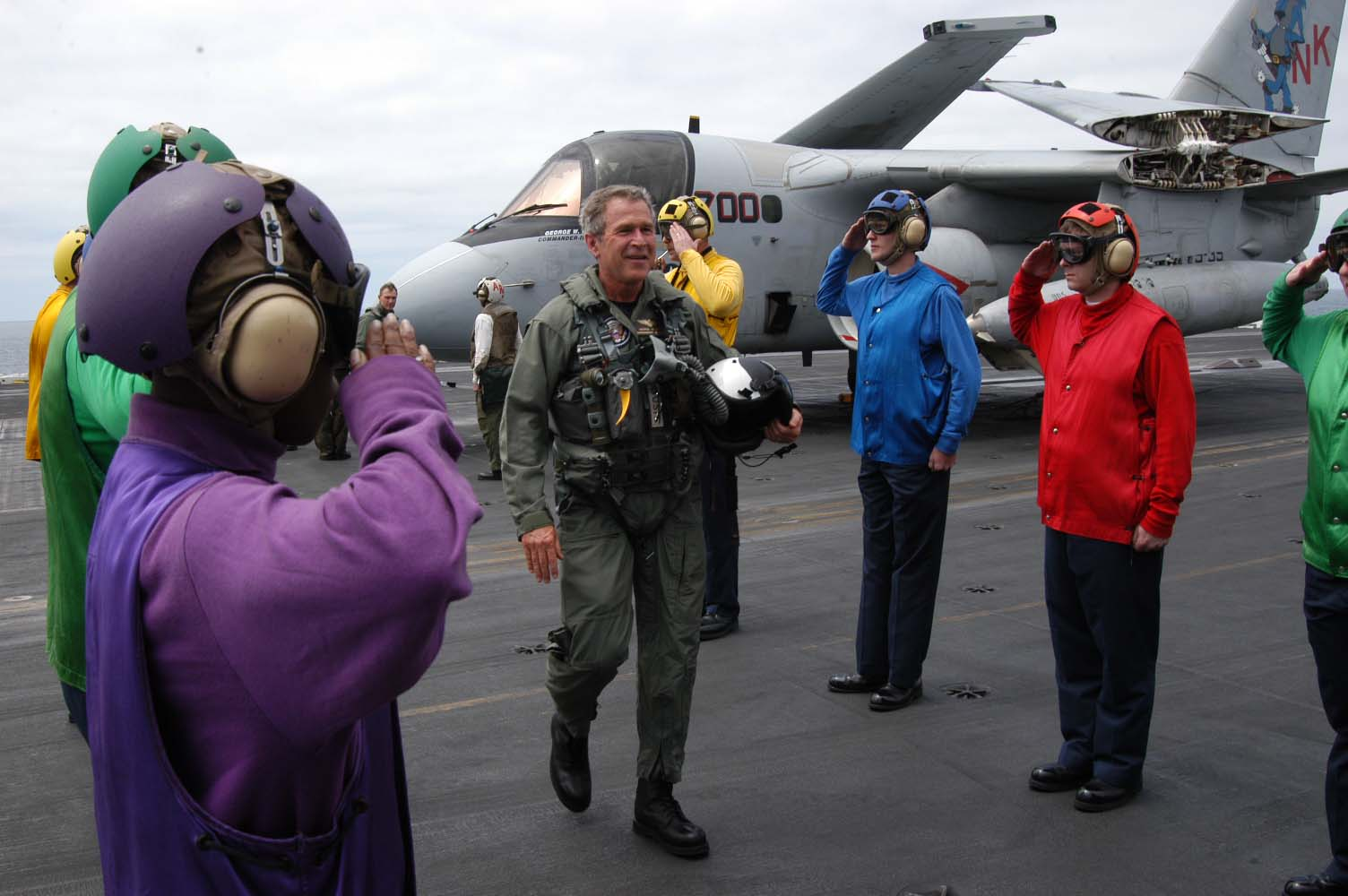
演説のため空母に乗艦するブッシュ

バグダッド陥落後、フセインらは既に逃亡し行方不明になっていたが、5月1日、ブッシュは空母エイブラハム・リンカーン上で大規模戦闘終結宣言を出した。

### フセイン拘束・殺害

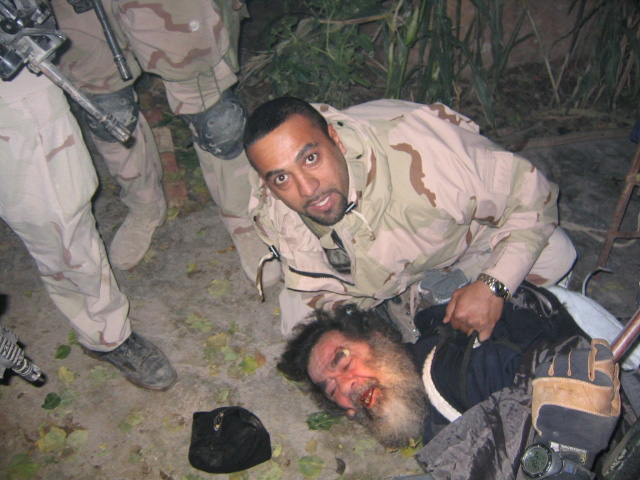
拘束されるフセイン

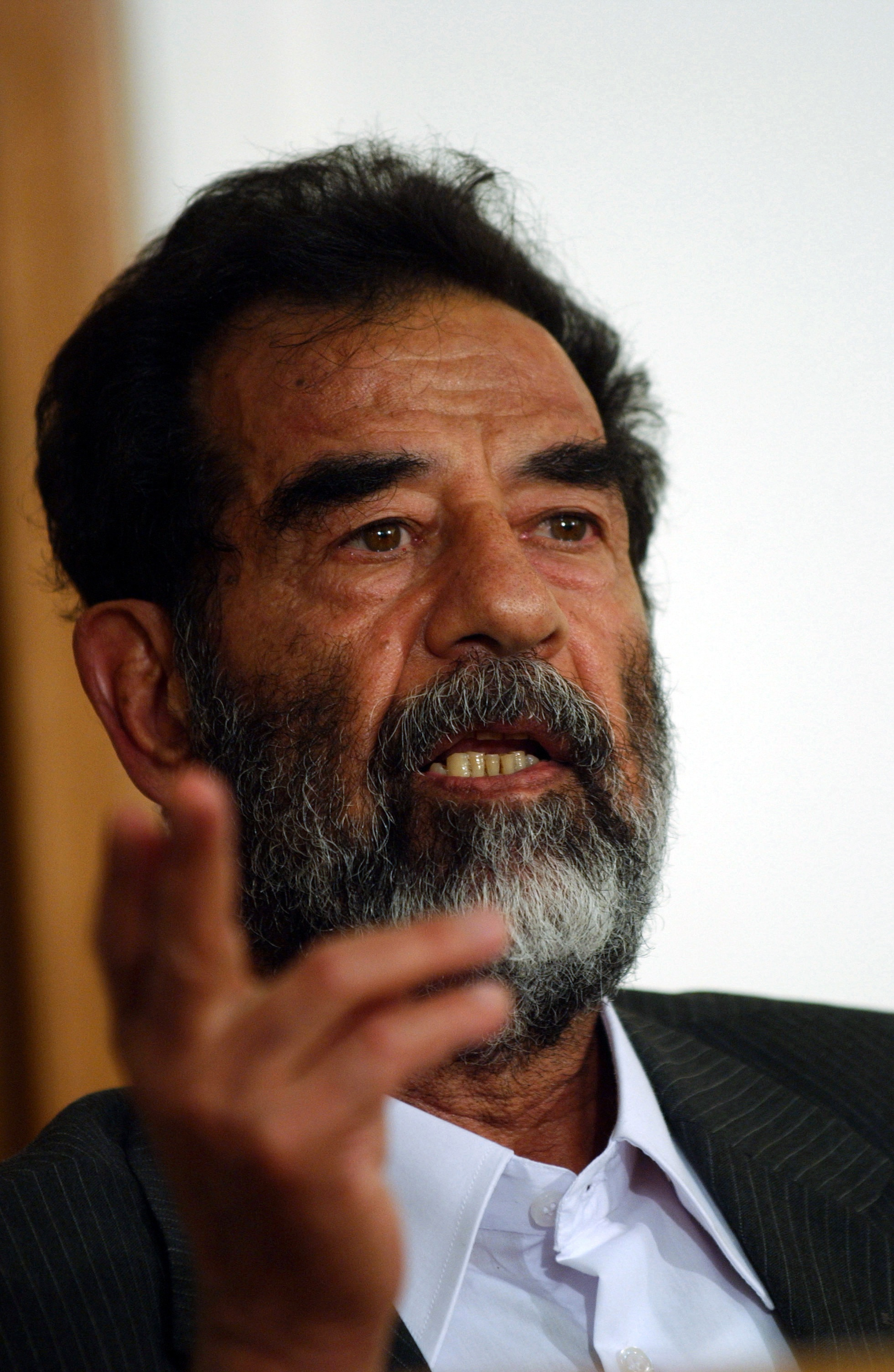
裁判を受けるフセイン

フセインはバグダッド陥落以降行方不明になっていたが、2003年12月14日、米軍に拘束された。フセインはティクリートの南東約15kmにあるダウルの民家に潜伏していたという。
その後フセインはイラク高等法廷で裁判を受け、2006年12月30日に処刑された。